# Det Nationale Forskningscenter for Arbejdsmiljø
Det Nationale Forskningscenter for Arbejdsmiljø (NFA), tidligere Arbejdsmiljøinstituttet, er en sektorforskningsinstitution under Beskæftigelsesministeriet. I forbindelse med universitetsreformen i 2007 blev navnet og opgaverne for centret ændret. 
Centrets opgave er at bidrage med forskningsbaseret viden, som skal sikre sunde og udviklende arbejdsforhold i overensstemmelse med samfundsudviklingen. Det sker konkret ved at overvåge, udrede og udforske arbejdsmiljøforhold, der har betydning for sikkerhed, sundhed og arbejdsevne, ligesom centret har til formål at sikre, at beskæftigelseslovgivningen i Danmark sker i overensstemmelse med den nyeste danske og internationale viden på området.
Det Nationale Forskningscenter for Arbejdsmiljø indgår i netværk med Københavns Universitet, Aarhus Universitet og Danmarks Tekniske Universitet. De tre universiteter er alle repræsenteret i centrets bestyrelse, som også har medlemmer fra arbejdsmarkedets parter.
Steffen Bohni er direktør for Det Nationale Forskningscenter for Arbejdsmiljø.
Centret har til huse på Lersø Parkallé 105 på Ydre Østerbro.